# RuhrCongress Bochum

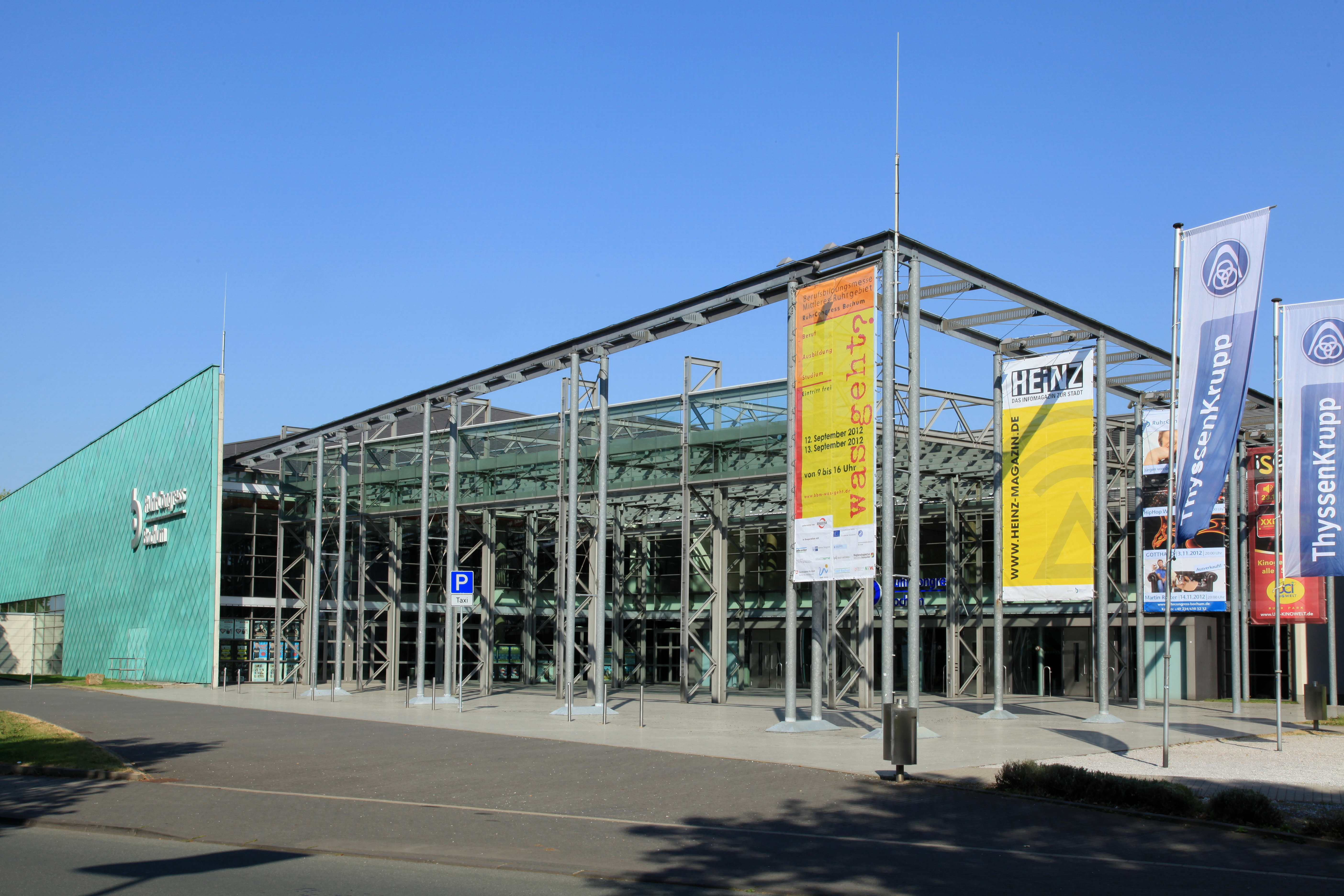
RuhrCongress am Stadionring

Der RuhrCongress Bochum ist ein Kongress- und Veranstaltungszentrum im Bochumer Stadtteil Grumme. Er löste die Ruhrlandhalle ab. Unter dem Management der Bochumer Veranstaltungs-GmbH (BoVG) ist der RuhrCongress Bochum seit 2003 in Betrieb. Im Durchschnitt finden hier jährlich etwa 200 Veranstaltungen verschiedener Art statt, von Konzerten über Comedy bis hin zu Messen und größeren (Fach-)Kongressen.
Die Gesamtfläche des Veranstaltungszentrums von rund 8.700 m² verteilt sich auf fünf Hallen und Veranstaltungsräume mit Kapazitäten von 70 bis 3000 m². Weitere zehn Tagungsräume befinden sich im angrenzenden Renaissance Bochum Hotel. Jährlich hat der RuhrCongress Bochum im Durchschnitt circa 200.000 Besucher.

## Geschichte
2001 errichtete die Stadt Bochum an der Stelle, an der einst die Ruhrlandhalle stand, ein neues Kongress- und Veranstaltungszentrum, das technisch und konzeptionell sämtliche Ansprüche an eine moderne Veranstaltungsstätte erfüllte. Die alte Ruhrlandhalle, die am 18. Juli 1964 eröffnet wurde und ursprünglich als Sporthalle geplant war, hatte zuletzt mit der Veranstaltungs-Konkurrenz in der Region nicht mehr Schritt halten können.
Ende 2001 begann das Bauvorhaben. In einem halben Jahr, von der Grundsteinlegung im Februar 2002 bis zum Richtfest im Juli desselben Jahres, wurde das neue Kongress- und Veranstaltungszentrum auf die Fläche neben das  Ruhrstadion gesetzt. Zu dieser Zeit wurde auch die Bochumer Veranstaltungs-GmbH gegründet, die nach der Fertigstellung das Management übernehmen sollte. Im Dezember 2002 wurde der RuhrCongress fertiggestellt. Die ersten Gäste wurden im Januar 2003 im Rahmen der Eröffnungsfeier begrüßt.
In dem Gebäudekomplex lassen sich sowohl Messen, Tagungen und Kongresse als auch Konzerte, Events und Galas ausrichten. Außerdem wurde das Renaissance Bochum Hotel baulich gleich mit in das Hallenkonzept eingebunden. Dabei wurde auch Wert auf die Barrierefreiheit der Veranstaltungsstätte gelegt.

## Bochumer Veranstaltungs-GmbH
Die Bochumer Veranstaltungs-GmbH (BoVG) ist Betreibergesellschaft des RuhrCongress Bochum und neben dem Management der Veranstaltungsstätte auch mit dessen Vermarktung betraut. 100%iger Gesellschafter der BoVG ist die Entwicklungsgesellschaft Ruhr GmbH (EGR), eine 100%ige Tochter der Stadt Bochum. Seit 2009 ist Andreas Kuchajda alleiniger Geschäftsführer. Aufsichtsratsvorsitzender ist seit Oktober 2015 der Bochumer Oberbürgermeister Thomas Eiskirch.
Neben dem RuhrCongress Bochum betreibt die BoVG mit der Jahrhunderthalle Bochum, der  Stadthalle Wattenscheid sowie der Freilichtbühne Wattenscheid noch drei weitere Veranstaltungsstätten in Bochum.

## Kapazitäten
| Raum            | Größe    |
| --------------- | -------- |
| Großer Saal     | 3.000 m² |
| Congress Saal   | 720 m²   |
| Tagungsraum 1   | 145 m²   |
| Tagungsraum 2   | 180 m²   |
| Tagungsraum 1+2 | 325 m²   |
| Tagungsraum 3   | 70 m²    |

## Lage
Der RuhrCongress Bochum liegt mitten im Ruhrgebiet und in unmittelbarer Nähe zur Autobahn A 40. Der Bochumer Hauptbahnhof befindet sich in etwa drei Kilometern Entfernung und ist mit den Straßenbahnlinien 308 und 318 der Stadtbahn Bochum zu erreichen. Der RuhrCongress Bochum liegt in direkter Nachbarschaft zum Ruhrstadion und zur Starlight-Express-Halle.

## Impfzentrum

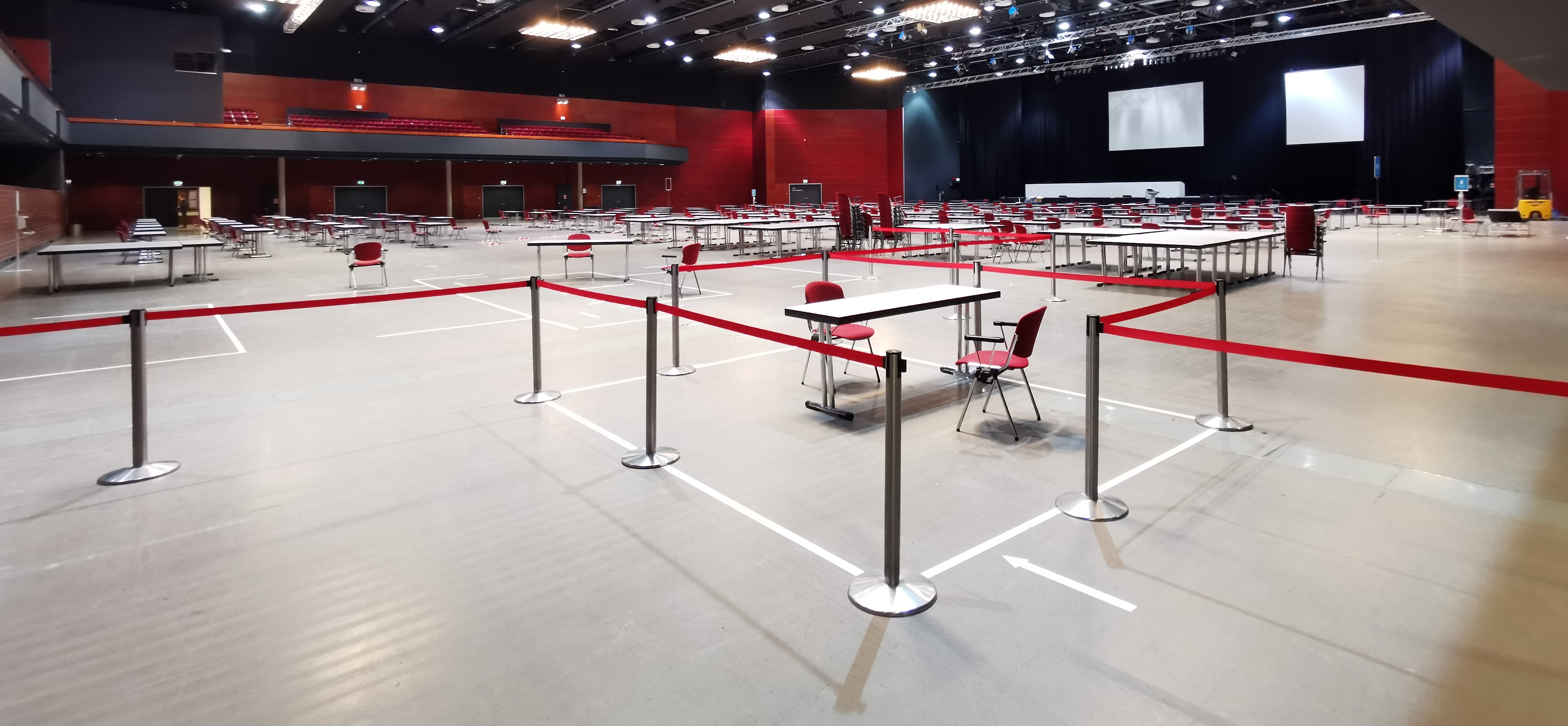
Impfzentrum im Großen Saal
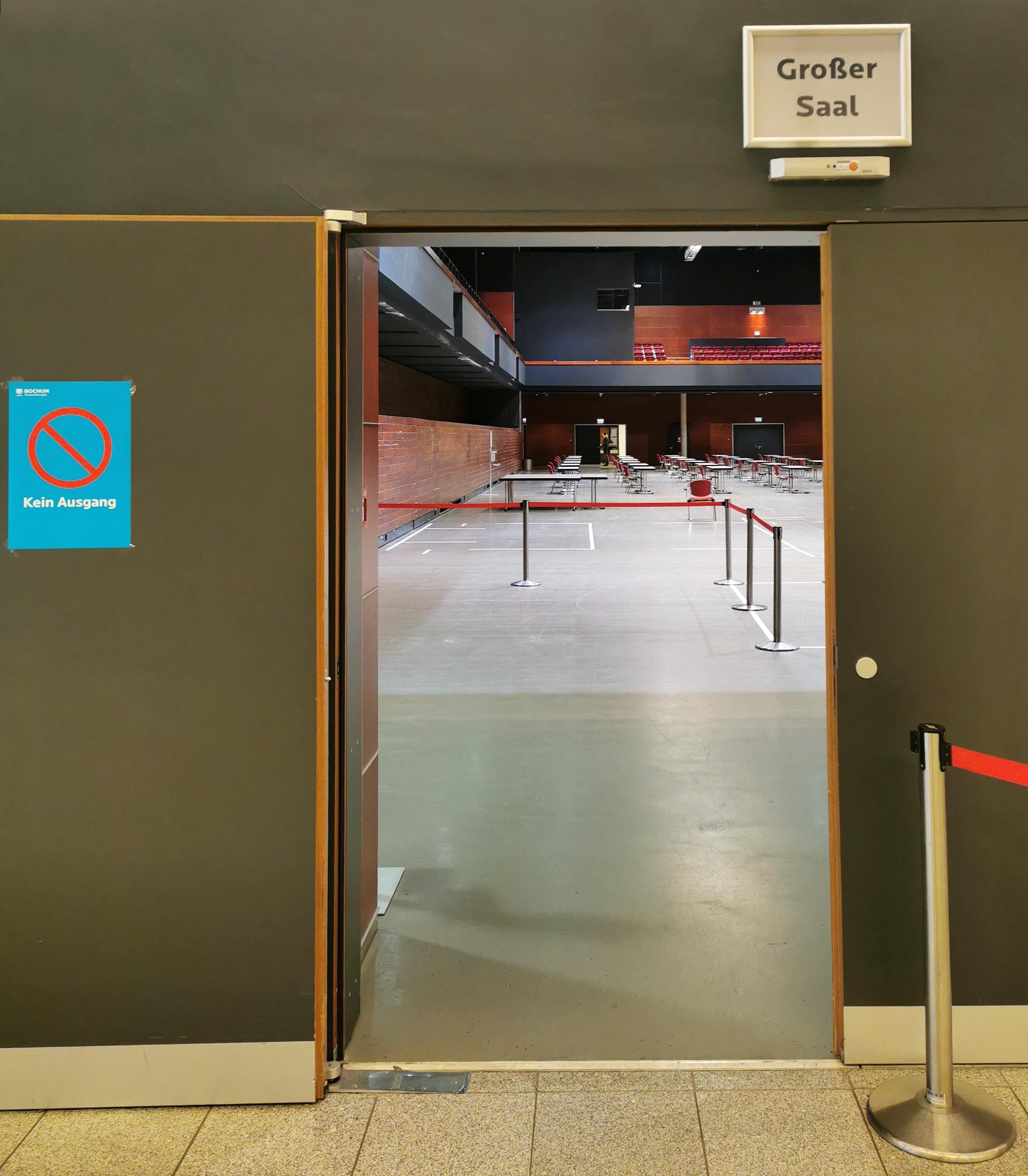
Eingang

Im RuhrCongress Bochum wurde 2020 ein Impfzentrum gegen COVID-19 eingerichtet.

## Regelmäßige Veranstaltungen
- IDO HipHop-WM
- IDO DiscoDance WM
- RadiologieKongressRuhr

## Mitgliedschaften und Kooperationen
- EVVC
- CongressAllianz
- Fairpflichtet
- RUHR.MEETING
- Green Globe (im Rahmen der Congress Allianz)